# Свети Ђерард
Свети Ђерард или Гелерт (итал. Gerardo Sagredo; мађ. Szent Gellért; око 980 — 1046) је био италијански бискуп. Рођен је у породици баскијског порекла. Службовао је у мађарској краљевини, највише у околини Будима и Пеште, истовремено је и едуковао светог Емерика сина Светог Стефана Мађарског. Герард је играо важну улогу у превођењу Мађара у хришћанство. Био је и бискуп историјског кантона Чанад.

## Биографија
Ђерард или Гелерт је живео у време када је Мађарска тек постала држава и када су још старе традиције и многобоштво били јаки у мађарском друштву. Имао је много моћних пријатеља краља Светог Стефана Мађарског, краљицу Гизелу од Баварске, њиховог сина Емерика, затим касније и краља Андраша I, али и пуно непријатеља.
Ђерард је био мученик, и место његовог жртвовања је био на брду поред Будимпеште које је данас прозвано по њему Гелертхеђ (Gellért-hegy). Гелерт је кренуо да поздрави повратак Вазуловог сина Андраша, кога су он и остало свештенство позвали назад из изгнанства да преузме краљевски трон, и код Гелертхеђа тада званог Келенхеђ (Kelen-hegy) су га противници хришћанства ухватили одвели на врх брда и одатле бацили у понор и убили. Сахрањен је у Старом Чанаду (Őscsanád), данас у Румунији, (Cenadu Vechi).
Гелерт је проглашен свецем 1083. године, заједно са Светим Стефаном и светим Емериком. Данас се Гелерт сматра једним од светаца заштитника у Мађарској.